# Иголинский (хутор)
Иго́линский — хутор в Алексеевском районе Волгоградской области России. Входит в Поклоновское сельское поселение.
Население — 0 чел. (2010).
Хутор расположен на севере района, в 22 км севернее станицы Алексеевской и в 10 км северо-восточнее хутора Поклоновский.
Дороги грунтовые.

## История
По состоянию на 1918 год хутор входил в Павловский юрт Хопёрского округа Области Войска Донского.